# Alpaida monzon
Alpaida monzon är en spindelart som beskrevs av Levi 1988. Alpaida monzon ingår i släktet Alpaida och familjen hjulspindlar.
Artens utbredningsområde är Peru. Inga underarter finns listade i Catalogue of Life.